# Bharat Mihir
Bharat Mihir was een uitgever en dagblad in het gebied Bengalen in de periode van de Britse overheersing. Bharat Mihir had kantoren in Calcutta en Mymensingh (tegenwoordig Bangladesh).